# 총가족

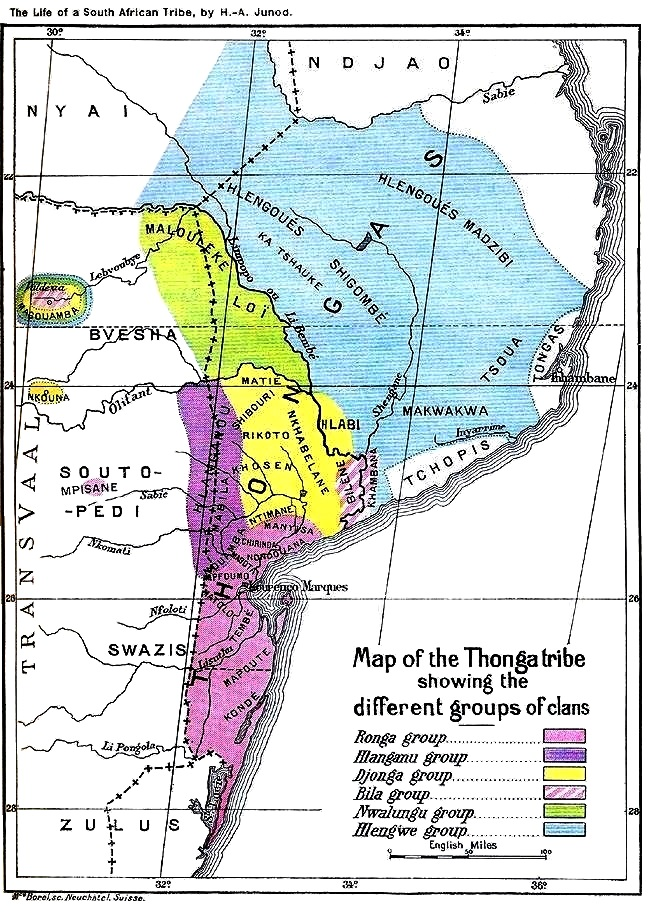
총가어 방언의 전통적 분포

총가족(Tsonga, 총가어: Vatsonga)는 모잠비크 남부와 남아프리카 공화국(림포포주, 음푸말랑가주)의 토착 민족이다. 이들은 남부 반투어의 일종인 총가어(Xitsonga)를 모어로 사용한다. 매우 소수의 총가족이 짐바브웨와 에스와티니 북부에도 거주한다. 남아공의 총가족은 모잠비크 남부의 총가족과 역사, 문화 등을 공유하지만, 사용하는 방언에 차이가 있다.

## 같이 보기
- 가잔쿨루